# Black Beauty: Miles Davis at Fillmore West
Black Beauty: Miles Davis at Fillmore West – podwójny koncertowy album nagrany przez Milesa Davisa w Fillmore West w San Francisco w kwietniu 1970 r. i wydany przez firmę nagraniową Columbia w 1997 roku.

## Charakter albumu
Album ten reprezentuje muzykę Davisa, jaką wykonywał po wydaniu przełomowego albumu Bitches Brew. Jest nagrany w sekstecie, w częściowo innym składzie niż grupa nagrywająca Bitches Brew.
Wszyscy muzycy są artystami o długim stażu w jazzie, dlatego muzyka jest jazzowa i oczywiście reprezentuje najlepiej jazz-rock czy też inaczej fusion. Brak tak charakterystycznych dla okresu 1973–1975 elementów funku (oprócz utworu trzeciego – riff gitary basowej z efektem wah-wah), dlatego muzyka jest zdecydowanie lżejsza i całkowicie improwizowana.

## Muzycy
Sextet
- Miles Davis – trąbka
- Steve Grossman – saksofon sopranowy
- Chick Corea – pianino elektroniczne
- Dave Holland – gitara basowa
- Jack DeJohnette – perkusja
- Airto Moreira – instrumenty perkusyjne

## Spis utworów

### CD
Płyta pierwsza (I)
| 1. | Directions (Joe Zawinul)                   | 10:46 |
|    |                                            |       |
| 2. | Miles Runs the Voodoo Down                 | 12:22 |
|    |                                            |       |
| 3. | Willie Nelson                              | 6:23  |
|    |                                            |       |
| 4. | I Fall in Love Too Easily (J.Styne/S.Cahn) | 1:35  |
|    |                                            |       |
| 5. | Sanctuary (Wayne Shorter)                  | 4:01  |
|    |                                            |       |
| 6. | It's about that Time                       | 9:59  |
|    |                                            |       |
|    |                                            | 45:06 |
|    |                                            |       |
Płyta druga (II)
| 1. | Bitches Brew               | 12:53 |
|    |                            |       |
| 2. | Masqualero (Wayne Shorter) | 9:07  |
|    |                            |       |
| 3. | Spanish Key/The Theme      | 12:14 |
|    |                            |       |
|    |                            | 34:14 |
|    |                            |       |

### Album analogowy (winyl)
Płyta pierwsza
Strona pierwsza
1. Directions
2. Miles Runs the Voodoo Down

Strona druga
1. Willie Nelson
2. I Fall in Love too Easily
3. Sanctuary
4. It's about that Time

Płyta druga
Strona trzecia
1. Bitches Brew

Strona czwarta
1. Masqualero
2. Spanish Key/The Theme

## Opis płyty

### Płyta analogowa (winylowa)
- Producent – Teo Macero
- Daty nagrania – 10 kwietnia 1970
- Miejsce nagrania – Fillmore West, San Francisco, Kalifornia, Stany Zjednoczone
- Czas albumu – 78 minut/1 godz. 18 min.
- Data wydania – 1997 USA; 1973 Japonia
- Projekt okładki – Shuichi Yoshida, Teruhisa Tajima
- Fotografia na okładce – Tadayuki Naitoh
- Firma nagraniowa – Sony
- Numer katalogowy – SOPJ 39-40

### Wznowienie na CD
- Producent – Bob Belden
- Cyfrowy remastering – Tom Ruff
- Studio – Sony Music Studios, Nowy Jork
- KIerownictwo artystyczne – Cozbi Sanchez-Cabrera
- Koordynacja A & R – Patti Matheny
- Seria Columbia Jazz Records – Steve Berkowitz, Kevin Gore
- Zdjęcia we wkładce – Sandy Speiser
- Firma nagraniowa – Columbia/Legacy
- Numer katalogowy – C2K 65138
- ©1997 Sony Music Entertainment, Inc.